# Japonezi răpiți de Coreea de Nord
Japonezii răpiți de Coreea de Nord sunt acei cetățeni japonezi răpiți de agenți secreți ai Coreeii de Nord în anii 1970 și 1980.
Unii au fost răpiți direct de pe teritoriul Japoniei de agenți nord-coreeni veniți cu vase de spionaj, iar alții au fost abordați de agenți nord-coreeni în timp ce se aflau în excursii în Europa de vest, ademeniți cu promisiuni de lucru temporar bine plătit în Coreea de Nord, iar odată ajunși acolo, ținuți împotriva voinței lor permanent.
Motivul răpirilor a fost instruirea agenților secreți nord-coreeni în limba și obiceiurile Japoniei, sau folosirea identității lor de către agenți nord-coreeni la infiltrarea în Coreea de Sud.
Guvernul japonez consideră că agenția de spionaj care efectua răpirile era sub controlul direct al lui Kim Jong-il.
Numărul lor exact nu este cunoscut (se crede că ar fi 70-80), dar 16 sunt recunoscuți oficial de către guvernul japonez. Cazul unei posibile a 17-a persoană, Kyoko Matsumoto, este sub evaluare.
Guvernul nord-coreean a recunoscut că a răpit 13 japonezi.

## Cei întorși în Japonia
În septembrie 2002, unui grup de 5 japonezi răpiți de Coreea de Nord li s-a dat voie de către autoritățile nord-coreene să se întoarcă temporar (10 zile) în Japonia. Toți cei cinci aveau membri de familie rămași ostateci în Coreea de Nord (ca să asigure întoarcerea lor acolo). Aceștia au fost Yasushi Chimura, Fukie Hamamoto, Kaoru Hasuike, Yukiko Okudo și Hitomi Soga. Yasushi Chimura și Fukie Hamamoto se căsătoriseră în Coreea de Nord și au trei copii. Kaoru Hasuike și Yukiko Okudo se căsătoriseră în Coreea de Nord și au doi copii. Hitomi Soga se căsătorise în Coreea de Nord cu Charles Jenkins, era un dezertor american. Au doi copii.
Guvernul japonez i-a sfătuit să nu se mai întoarcă în Coreea de Nord, urmând să lucreze pe căi diplomatice ca familiile lor să li se poată alătura în Japonia. Acest lucru a devenit realitate în mai 2004, în urma unei noi vizite în Coreea de Nord a premierului japonez Junichiro Koizumi. Totuși, familia lui Hitomi Soga a preferat la acea dată să nu plece din Coreea de Nord, deoarece soțul lui Hitomi Soga, dezertorul american Charles Robert Jenkins, se temea că v-a fi arestat și extrădat autorităților american dacă se duce în Japonia. Copii lor au decis și ei să stea lângă el.
În iulie 2005, guvernul nord-coreean a dat voie familiei lui Hitomi Soga să se întâlnească cu ea „pe teritoriu neutru”, în Indonezia. Ca urmare a acestei reuniri, familia a hotărât să nu se mai întoarcă în Coreea de Nord, după ce autoritățile japoneze i-au transmis neoficial lui Charles Jenkins că nu va fi încarcerat pe o perioadă lungă de autoritățile americane din cauza dezertării cu ca. 40 de ani înainte. Charles Jenkins s-a predat pe 11 septembrie organelor militare americane la baza Zama (Prefectura Kanagawa) din Japonia, și a fost condamnat de un tribunal militar american la 30 de zile încarcerare și destituire în dezonoare din armată.

## Victimele recunoscute oficial de către guvernul japonez
| Name             | Sex    | Data nașterii        | Circumstațele dispariției                                                                                | Situația curentă |
| ---------------- | ------ | -------------------- | --- | --- |
| Yutaka Kume      | Bărbat | ca. 1925             | Dispărut september 1977 din Peninsula Noto, Prefectura Ishikawa                                          | Coreea de Nord nu recunoaște cazul |
| Megumi Yokota    | Femeie | 15 octombrie 1964    | Dispărută 15 noiembrie 1977 din Niigata, Prefectura Niigata                                              | Coreea de Nord susține că s-ar fi sinucis pe 13 martie 1994 într-un spital de boli psihice                                                                                   |
| Minoru Tanaka    | Bărbat | ca. 1950             | Dispărut iunie 1978. Convins să se ducă în străinătate, a fost dus în Coreea de Nord mai târziu.         | Coreea de Nord nu recunoște cazul |
| Yaeko Taguchi    | Femeie | 10 august 1955       | Dispărută iunie 1978 din Tokio                                                                           | Coreea de Nord susține că ar fi decedat pe 30 iulie 1986 în Coreea de Nord. Dar Kim Hyun-hee, terorista supraviețuitoare a zborului Korean Air 858, a dezmințit acest lucru. |
| Yasushi Chimura  | Bărbat | 4 iunie 1955         | Dispărut 7 iulie 1978 împreună cu logodnica Fukie Hamamoto lângă malul mării din Obama, Fukui.           | În viață (reîntors) |
| Fukie Hamamoto   | Femeie | 8 iunie 1955         | Dispărută 7 iulie 1978 împreună cu logodnicul Yasushi Chimura lângă malul mării din Obama, Fukui.        | În viață (reîntoarsă) |
| Kaoru Hasuike    | Bărbat | 29 septembrie 1957   | Disapărut 31 iulie 1978 împreună cu prietena sa Yukiko Okudo lângă malul mării din Kashiwazaki, Niigata. | În viață (reîntors) |
| Yukiko Okudo     | Femeie | 15 aprilie 1956      | Disappărută 31 iulie 1978 cu prietenul Kaoru Hasuike lângă malul mării din Kashiwazaki, Niigata.         | În viață (reîntoarsă) |
| Hitomi Soga      | Femeie | 17 mai 1959          | Dispărută cu mama, Miyoshi Soga, 12 august 1978 din Sado, Prefectura Niigata                             | Căsătorită în 1980 cu Charles Robert Jenkins, dezertor în Coreea de Nord al armatei americane staționată în Coreea de Sud. În viață (reîntoarsă)                             |
| Miyoshi Soga     | Femeie | ca. 1932             | Dispărută împreună cu fiica, Hitomi Soga, 12 august 1978 din Sado, Prefectura Niigata                    | Necunoscută |
| Rumiko Masumoto  | Femeie | 1 novembrie, 1954    | Dispărută 12 august 1978 din Fukiage, Prefectura Kagoshima, împreună cu prietenul său, Shuichi Ichikawa  | Coreea de Nord susține că ar fi decedat pe 17 august 1981 în Coreea de Nord.                                                                                                 |
| Shuichi Ichikawa | Bărbat | 20 octobrie, 1954    | Dispărut 12 august 1978 din Fukiage, Prefectura Kagoshima, împreună cu prietena sa, Rumiko Masumoto      | Coreea de Nord susține că ar fi decedat pe 4 septembrie 1979 în Coreea de Nord.                                                                                              |
| Toru Ishioka     | Bărbat | 29 iunie 1957        | Dispărut mai 1980 din Madrid, Spania în timpul unei excursii în Europa                                   | Coreea de Nord susține că ar fi decedat pe 4 noiembrie 1988 în Coreea de Nord.                                                                                               |
| Kaoru Matsuki    | Bărbat | 23 iunie 1953        | Dispărut mai 1980 din Madrid, Spania în timpul unei excursii în Europa                                   | Coreea de Nord susține că ar fi decedat pe 23 august 1996 în Coreea de Nord.                                                                                                 |
| Tadaaki Hara     | Bărbat | 10 august 1936       | Dispărut iunie 1980 din Miyazaki, Prefectura Miyazaki                                                    | Coreea de Nord susține că ar fi decedat pe 19 iulie 1986 în Coreea de Nord.                                                                                                  |
| Keiko Arimoto    | Femeie | 12 ianuarie 12, 1960 | Dispărută iunie 1983 din Copenhaga, Danemarca când era studentă de engleză în Europa                     | Coreea de Nord susține că ar fi decedat pe 4 noiembrie 1988 în Coreea de Nord.                                                                                               |